# 406006 Ralys
406006 Ralys este o planetă minoră (asteroid) din centura de asteroizi. A fost descoperită pe 23 septembrie 2006 la Molėtų astronomijos observatorija⁠(d) de . 
Obiectul prezintă o orbită caracterizată de o semiaxă mare de 2,5489056778693 UAi, o excentricitate de 0,15303974410357, o înclinație de 15,284827395628 ° în raport cu ecliptica.